# اندری کورنیف (بازیکن فوتبال)
اندری کورنیف (اوکراینی: Андрій Володимирович Корнєв؛ زادهٔ ۱ نوامبر ۱۹۷۸) بازیکن فوتبال اهل اوکراین است.
از باشگاه‌هایی که در آن بازی کرده‌است می‌توان به باشگاه فوتبال تاوریا سیمفروپول و باشگاه فوتبال چورنومورتس اودسا اشاره کرد.